# Conor McGregor
Vous lisez un « bon article » labellisé en 2018.
Pour les articles homonymes, voir McGregor.
Conor Anthony McGregor (en irlandais : Conchúr Antóin Mac Gréagóir), né le 14 juillet 1988 à Dublin (Irlande), est un pratiquant irlandais d'arts martiaux mixtes (MMA). 
Surnommé The Notorious, il est ancien champion de la division des poids plumes et ancien champion de la division des poids légers de l'Ultimate Fighting Championship (UFC). Il a également été champion de la division des poids plumes et de la division des poids légers du Cage Warriors Fighting Championship (CWFC).
Conor McGregor commence sa carrière de combattant de MMA en 2007, principalement en Irlande. Recruté par l'organisation Cage Warriors en 2011, il possède l'année suivante les ceintures de champion dans deux catégories différentes, plumes et légers, devenant le premier à être champion simultanément dans deux catégories. Il signe alors un contrat avec la première organisation de MMA du monde, l'UFC. Il enchaîne alors les victoires jusqu'à obtenir le droit d'affronter, pour le titre de champion unifié de la division plumes, José Aldo, invaincu depuis dix années et unique champion UFC des poids plumes. Conor McGregor met fin au combat principal de l'UFC 194 en seulement 13 secondes en infligeant un knockout (KO) à son adversaire, la victoire la plus rapide de l'histoire de l'UFC lors d'un combat pour un titre.
Après une double confrontation contre Nate Diaz en catégorie mi-moyens, conclue par une défaite et une victoire, Conor McGregor remporte la ceinture de champion de la division légers en dominant Eddie Alvarez. Il devient le premier combattant de l'UFC simultanément champion dans deux divisions différentes. Combat après combat, l'Irlandais s'est imposé comme la tête d'affiche de l'UFC. Personnalité atypique, provocateur, animateur en conférence de presse, ce combattant au style particulier se lance le défi d'affronter le champion invaincu de boxe anglaise Floyd Mayweather, Jr., mais s'incline par KO technique à la dixième reprise. Conor McGregor a été nommé par le magazine Time comme l'une des 100 personnes les plus influentes du monde en 2017.
De retour dans son sport de prédilection en octobre 2018, Conor McGregor s'incline par soumission face à Khabib Nurmagomedov sur une clé de menton. Ce combat pour le titre poids léger est le plus regardé et le plus lucratif de l'histoire du MMA avec notamment 2 400 000 de pay-per-view enregistrés. Personnalité controversée, The Notorious multiplie après cette défaite les annonces de retraite, les retours dans la cage et les titres dans la presse pour des faits divers. En 2020, il est le sportif le mieux payé au monde selon le magazine d'affaires Forbes,.
En mars 2025, il annonce son intention de se présenter en tant que candidat indépendant à l'élection présidentielle irlandaise de 2025 et exprime des opinions qualifiées d'anti-immigration, d'extrême droite et de national populiste,,.

## Biographie

### Jeunesse
Conor Anthony McGregor est né le 14 juillet 1988 à Dublin, dans le quartier de Crumlin, en Irlande. Il est le premier fils et le troisième enfant de Tony et Margaret McGregor. Ses deux sœurs aînées se prénomment Erin et Aoife. Il grandit à Crumlin et effectue sa scolarité primaire et secondaire à Tallaght. Il y développe sa passion pour le sport, principalement pour le football. Il joue pour le Lourdes Celtic Football Club. À l'âge de 12 ans, sentant le besoin de pouvoir se défendre, Conor McGregor débute la boxe au Crumlin Boxing Club,.
Il y est entraîné par l'ancien athlète olympique irlandais Philip Sutcliffe. Il commence à gagner quelques titres lors de combats amateurs en boxe anglaise, puis commence à faire de la lutte et du grappling vers l'âge de 15 ans.
En 2006, Conor McGregor déménage avec sa famille à Lucan, petite ville de la banlieue ouest de Dublin. Il y rencontre le futur combattant Tom Egan et commence à s’entraîner avec lui aux arts martiaux mixtes (MMA). Munis d'un billet pour l'UFC 75, ils se rendent à Londres pour observer les combats de MMA, renforçant leur passion pour ce sport. En parallèle, il fréquente l'établissement scolaire de Gaelcholáiste Coláiste Cois puis entreprend un apprentissage comme plombier,.

## Carrière dans les arts martiaux mixtes

### Débuts en Europe

#### Premier combat amateur (2007)
Conor McGregor et Tom Egan commencent à s'entraîner au Straight Blast Gym (SBG) de Dublin sous la supervision de John Kavanagh,. Conor McGregor apprend. Le 17 février 2007, à l'âge de 18 ans, il fait ses débuts en arts martiaux mixtes contre Kieran Campbell lors d'un événement organisé à Dublin par son entraîneur, qui est également promoteur de l'Irish Ring of Truth pour donner de l'expérience à ses jeunes combattants. Habillé d'un short hawaïen, Conor McGregor est victorieux par KO technique dès la première reprise. Il souhaite en faire son métier et signe un contrat avec le promoteur pour devenir professionnel après son premier combat amateur. Au lendemain de ce premier combat, John Kavanagh rappelle à l'ordre son combattant par rapport à son attitude sur le ring après sa victoire.

#### Premiers combats professionnels en Irlande (2008-2011)
Le 9 mars 2008, Conor McGregor fait ses débuts professionnels en dominant l'Irlandais Gary Morris par un KO technique dès la deuxième reprise dans la catégorie des poids légers. En célébrant sa victoire, il jette dans les tribunes son protège-dents qui heurte un spectateur mécontent. Un peu moins de deux mois plus tard, dans un combat toujours organisé par son entraîneur John Kavanagh, il inflige un nouveau KO technique à son adversaire, l'Irlandais Mo Taylor, en seulement 66 secondes, en multipliant les coups de coude à l'intérieur de sa garde. Le 28 juin 2008, Conor McGregor fait ses débuts en poids plumes et s'incline par soumission sur une clef de genou après seulement 69 secondes contre le Lituanien Artemij Sitenkov, combattant plus expérimenté,. Déçu d'avoir perdu, Conor McGregor abandonne plusieurs semaines l'entraînement bien qu'il doive de l'argent à son entraîneur.
En décembre 2008, quelques semaines après sa première défaite, Conor McGregor retrouve le ring contre l'Irlandais Stephen Bailey. Conor McGregor attaque Stephen Bailey avec ses poings et des coups de genoux. Lorsque son adversaire essaie de le mettre au sol, il se défend et prend le dessus. Dès qu'il trouve un peu de distance, Conor McGregor lance de puissants coups de poing gauche, obligeant son adversaire à lui concéder son dos. De retour debout, il termine le combat avec des coups de poing. Le 17 janvier 2009, il assiste à la soirée de l'UFC 93 à Dublin, dans laquelle son ami et partenaire d'entraînement Tom Egan représente l'Irlande, ce qui l'encourage à poursuivre sa carrière,. Conor McGregor prend des photos avec Chuck Liddell et Pat Barry. Motivé, il enchaîne contre le Britannique Connor Dillon, qui, fatigué après quelques minutes, est mis au sol par l'enchaînement d'un uppercut puis une puissante gauche avant d'abandonner face à la pluie de coups qui tombe sur lui. En novembre 2010, Conor McGregor retourne dans la catégorie des poids légers pour affronter l'Irlandais Joseph Duffy après avoir signé son premier contrat avec le Cage Warriors Fighting Championship (CWFC). Conor McGregor s'incline pour la deuxième fois de sa carrière, forcé de signaler son abandon sur une technique d'étranglement bras-tête.
À la suite de cette défaite, il enchaîne quatre succès consécutifs en Irlande au début de l'année 2011 contre le Britannique Hugh Brady, l'Anglais Mike Wood, le Britannique Paddy Doherty et le Polonais Artur Sowinski, à chaque fois en dominant son adversaire par la force de ses poings. Il envoie au plancher notamment l'Anglais Mike Wood en 16 secondes par ses uppercuts alors que celui-ci se jette dans ses pieds, puis un mois plus tard, le Britannique Paddy Doherty en seulement quatre secondes.

#### Double champion duCage Warriors Fighting Championship(2011-2012)
Le 8 septembre 2011, Conor McGregor fait ses débuts dans la ligue du Cage Warriors Fighting Championship (CWFC) lors de la soirée Cage Warriors: Fight Night 2 organisée en Jordanie, l'organisation souhaitant se développer vers de nouveaux marchés. L'adversaire prévu pour l'Irlandais se retirant quelques jours avant le combat, Conor McGregor est opposé au Norvégien Aaron Jahnsen qu'il bat par KO technique dans la première reprise. Après ce début réussi, Conor McGregor se joint à la carte des combats de la soirée Cage Warriors 45 en février 2012 à Kentish Town, en Angleterre. Luttant pour être au poids de la catégorie plumes, il doit s'y reprendre à trois reprises pour valider sa pesée à 65,8 kg. Opposé à l'Anglais Steve O'Keefe, l'Irlandais domine avec ses poings, obligeant son adversaire à se courber et à se protéger, lui permettant de placer des uppercuts précis et des coups de genoux puissants. Steve O'Keefe répond en attrapant la hanche de Conor McGregor et en le poussant contre la cage. Après avoir évité la soumission, Conor McGregor s'accroche à la jambe de son adversaire afin de tenter de le mettre au sol et lui assène des coups de coude puissants à la tête qui le mettent KO en quelques secondes. 
Ayant démontré ses qualités de combattant spectaculaire et efficace, Conor McGregor obtient le droit de concourir pour le titre de la division des poids plumes, vacant, face à l'Anglais Dave Hill, spécialiste de la soumission. Le combat a lieu lors de la soirée Cage Warriors 47 pour le retour du Cage Warriors à Dublin. Au début de la deuxième reprise, Conor McGregor lance un direct du poing gauche puis un coup de pied haut qui touchent et font tomber Dave Hill au sol. L'Irlandais contrôle alors son adversaire et l'épuise au sol, puis l'attaque par le dos et réalise une prise victorieuse d'étranglement arrière. Il remporte à cette occasion le titre des poids plumes du CWFC.
Le 31 décembre 2012, Conor McGregor est prévu sur le programme du Cage Warriors 51 pour défendre son titre de champion contre Jim Alers. Ce dernier doit se retirer avant le combat et Conor McGregor, utilisé par l'organisation pour vendre les places de l'arène de Dublin, est mis face au Slovaque Ivan Buchinger, un combattant expérimenté avec un bilan de 21 victoires pour trois défaites, pour le titre des poids légers, lui aussi vacant. Dès le début du combat, Conor McGregor met la pression sur Ivan Buchinger avec des coups de pied à l'abdomen et même un coup de pied à 540 degrés. En plus de ses techniques de taekwondo, Conor McGregor s'appuie sur sa boxe anglaise pour mettre son adversaire KO d'une gauche rapide en contre. À l'issue de ce combat, il remporte donc le titre des poids légers du CWFC.
Conor McGregor s'impose comme l'un des meilleurs combattants européens en remportant les ceintures de champion des catégories plumes et légers. Il est le premier à être champion dans deux catégories différentes en même temps dans cette organisation sportive. L'Irlandais est à court d'argent et touche des prestations sociales, mais ses derniers combats ont attiré l'attention de l'Ultimate Fighting Championship (UFC) et de son président Dana White.

#### Vedette de l'Ultimate Fighting Championship

##### Parcours sans défaite (2013-2014)
Le 3 février 2013, il est annoncé que Conor McGregor a signé un contrat de cinq combats avec l'Ultimate Fighting Championship (UFC). À la mi-février, le président de l'organisation, Dana White, présent à Dublin pour recevoir une récompense du Trinity College, est élogieux à propos de sa nouvelle recrue.
Le 6 avril 2013, Conor McGregor fait ses débuts à l'UFC lors de l'UFC on Fuel TV: Mousasi vs. Latifi à Stockholm, en Suède. Il est opposé à Marcus Brimage, combattant américain alors invaincu à l'UFC. Lors de la pesée, les deux combattants vont jusqu'à être tête contre tête avant d'être séparés. Conor McGregor remporte l'affrontement en touchant Marcus Brimage par des uppercuts précis et terminant son adversaire alors que celui-ci est au sol après seulement une minute et six secondes dès la première reprise. Sa prestation dans l'octogone vaut à Conor McGregor de remporter son premier bonus de KO de la soirée. Dana White se dit alors impressionné par la performance de l'Irlandais,.
Ce premier succès à l'UFC apporte à Conor McGregor une nouvelle aura, fait grandir sa notoriété et change grandement sa situation financière. Dans les mois suivant ce combat, le buzz qu'il a créé lui permet de changer de statut. Le 17 août 2013, l'UFC le fait combattre contre l'Américain Max Holloway à Boston, dans le Massachusetts, lors de l'UFC Fight Night: Shogun vs. Sonnen, ville dans laquelle la communauté irlandaise est importante. Dans la première partie du combat, Conor McGregor domine les échanges debout avec la variété de ses coups de pied et son direct du gauche. Dans la deuxième reprise, Conor McGregor se blesse au genou et est obligé de changer son plan de match. Le Dublinois emmène alors le combat au sol, maintient une position dominante sur son adversaire, l'empêchant de marquer des points. Conor McGregor remporte l'affrontement par décision unanime (30-27, 30-27, 30-26). Dès l'interview après l'événement, il déclare être insatisfait de sa prestation. Le premier diagnostic de la blessure est une entorse du genou mais les examens approfondis révèlent une rupture du ligament croisé antérieur qui lui vaut une absence de dix mois de l'octogone.
Après cette pause forcée et une rééducation intensive, Conor McGregor fait son retour le 19 juillet 2014 à Dublin, dans son pays natal, en combat principal de l'UFC Fight Night: McGregor vs. Brandão où il est opposé au Brésilien Diego Brandão,. L'attente de ses compatriotes est telle que l'arène est remplie en quelques heures et pousse l'UFC à vendre des billets pour la pesée. Conor McGregor domine Diego Brandão dès les premières secondes et lui inflige un KO technique par coups de poing après quatre minutes de combat. Sa prestation est désignée Performance de la soirée. Après le combat, l'Irlandais déclare depuis l'octogone : « Nous ne sommes pas là pour participer, nous sommes ici pour prendre le pouvoir »,.
Dans sa préparation pour sa confrontation avec l'Américain Dustin Poirier, le 27 septembre 2014 lors de l'UFC 178 : Johnson vs. Cariaso à Las Vegas, dans le Nevada, Conor McGregor se déchire plusieurs ligaments du pouce,, remettant sa participation en question. Supporté par une large foule irlandaise ayant fait le déplacement jusqu'à Las Vegas, Conor McGregor domine et provoque Dustin Poirier en lui parlant dans les premiers instants du combat. Toujours dans la première reprise, il met son adversaire au sol en lui assénant un crochet du poing gauche derrière la tête. Dustin Poirier tombe au sol et Conor McGregor continue à le frapper derrière la tête et le met KO. La victoire est controversée mais Conor McGregor est récompensé pour la deuxième fois consécutive du bonus de Performance de la soirée.
Le 18 janvier 2015 à Boston, il est opposé à l'Allemand Dennis Siver en tête d'affiche de l'UFC Fight Night: McGregor vs. Siver. La tension entre les deux combattants est importante, Dennis Siver refusant de serrer la main de Conor McGregor avant le combat, ce dernier répondant par un doigt d'honneur. Devant une foule du TD Garden acquise à sa cause, chantant The Fields of Athenry et Olé, Olé, Olé, Conor McGregor frappe son adversaire sous de multiples angles jusqu'à ce que le visage de son adversaire soit gonflé et ensanglanté. Dennis Siver tente par trois fois de mettre au sol Conor McGregor pour le mettre en difficulté mais échoue à chaque tentative. Dans la deuxième reprise, l'Irlandais met fin au combat en infligeant un direct du gauche puis une série de coups de coude à Dennis Siver, sans réponse,. Après sa victoire, Conor McGregor sort de la cage pour se confronter au champion Brésilien José Aldo, présent en tant que spectateur,,. Avec cette victoire contre Dennis Siver, Conor McGregor remporte pour la troisième fois consécutive le bonus de Performance de la soirée.

##### Champion intérimaire puis unifié des poids plumes de l'UFC (2015)

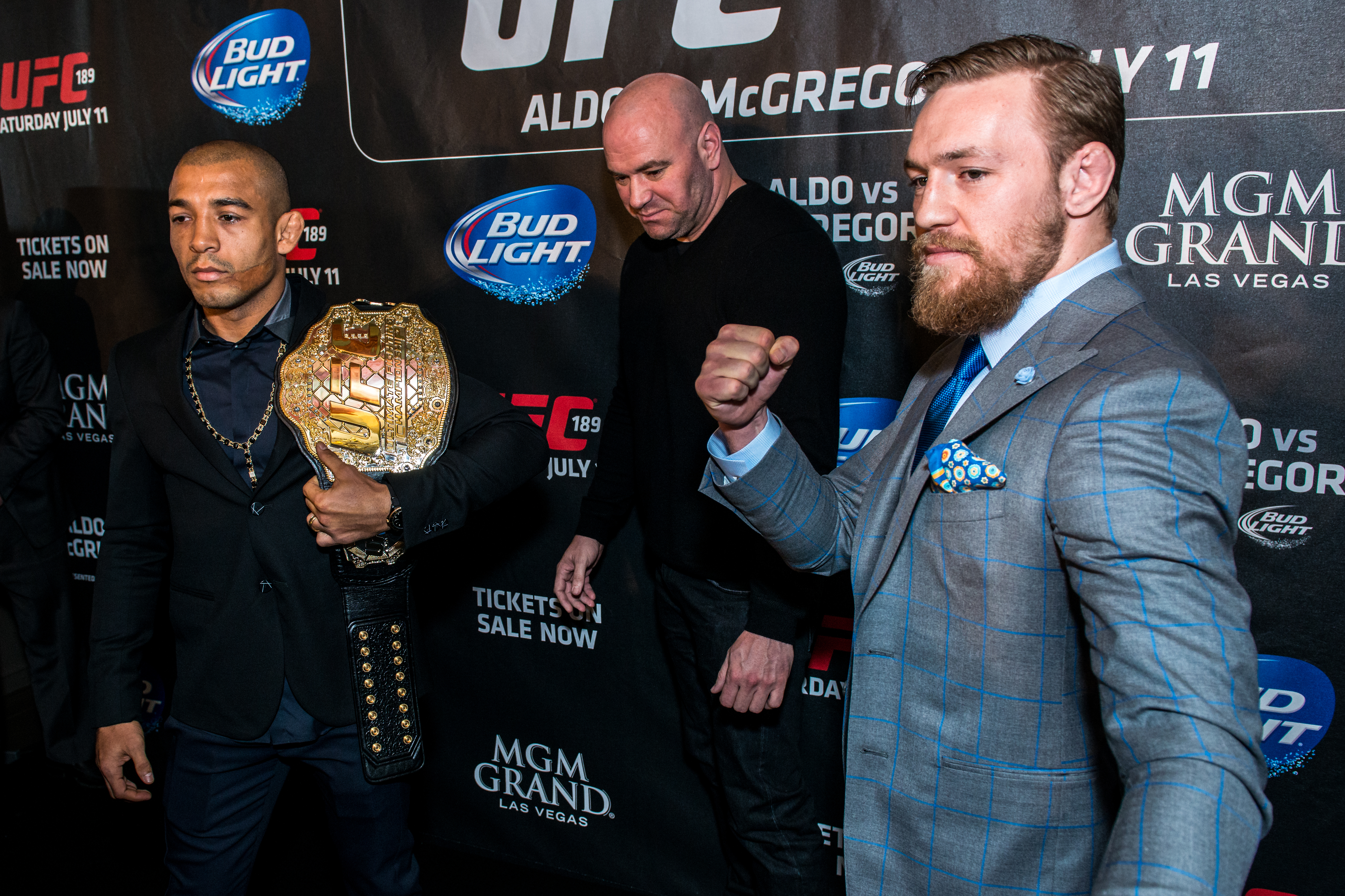
Conor McGregor (à droite), Dana White (au centre) et José Aldo (à gauche) lors de la promotion de leur combat à Londres (2015).

Un temps prévu pour l'UFC 187 du 23 mai 2015, le combat entre Conor McGregor et le champion Brésilien des poids plumes José Aldo est ensuite prévu au 11 juillet 2015 pour l'UFC 189. Au début de sa préparation, Conor McGregor se blesse légèrement au genou à l'entraînement, cisaillé par son partenaire d'entraînement et est touché au ligament. Il cache cette blessure et son clan garde cet incident secret. Fin juin 2015, José Aldo annonce s'être blessé à une côte à l'entraînement,. Si José Aldo est confirmé dans un premier temps, c'est pourtant l'Américain Chad Mendes qui est finalement désigné comme son remplaçant dans un match couronnant un nouveau champion intérimaire de la catégorie. Lors de ce combat principal de la soirée, Conor McGregor est amené au sol à plusieurs reprises par son adversaire mais remporte la victoire en fin de deuxième round avec une combinaison de coups de poing dont un du gauche qui envoie Chad Mendes au tapis. Après quelques coups supplémentaires sur son adversaire au sol, l'arbitre décide d'interrompre le match et déclare l'Irlandais vainqueur par KO technique. Ce succès lui offre alors le titre intérimaire, mais aussi le bonus de Performance de la soirée.
Conor McGregor et l'Américain Urijah Faber sont ensuite rapidement annoncés comme entraîneurs d'une nouvelle saison de la série The Ultimate Fighter opposant combattants européens et américains. Cependant, contrairement à la tradition de l'émission, une confrontation entre les deux compétiteurs de l'UFC n'est pas envisagée.
L'unification des titres face à José Aldo est alors programmée à l'affiche de l'UFC 194 : Aldo vs. McGregor qui se tient le 12 décembre 2015 au MGM Grand Las Vegas. Contrairement à l'UFC 189, aucune tournée internationale n'est prévue pour faire la promotion du combat. L'opposition entre les deux combattants est attendue comme le combat de l'année. Conor McGregor promeut le combat lors de conférences de presse et lors d'une interview avec l'humoriste et animateur Jimmy Kimmel,. José Aldo s'incline par KO en seulement treize secondes, touché par un coup de poing au menton dès le premier échange. En établissant le record du KO le plus rapide dans un match pour le titre, Conor McGregor devient le nouveau champion incontesté des poids plumes de l'UFC et décroche le bonus de Performance de la soirée pour la cinquième fois de suite de sa carrière en MMA.

##### Confrontations avec Nate Diaz et double titre de champion de l'UFC (2016)
Dès la conférence de presse suivant la soirée UFC 194, Conor McGregor fait part de son projet de décrocher également la ceinture des poids légers de l'UFC. Au début de l'année 2016, il est alors prévu pour affronter le champion de cette catégorie, le Brésilien Rafael dos Anjos, lors de l'UFC 196 prévu le 5 mars 2016. Mais ce combat entre champions est annulé peu avant l'échéance, à la suite de l'abandon du Brésilien à cause d'une blessure au pied,.
Si le Brésilien José Aldo et l'Américain Frankie Edgar, contactés par l'UFC, refusent l'opportunité de remplacer Rafael dos Anjos, d'autres tels que les Américains Donald Cerrone ou B.J. Penn se déclarent intéressés. C'est finalement l'Américain Nate Diaz, combattant poids légers lui aussi adepte des provocations verbales, qui est choisi par l'organisation pour compléter la tête d'affiche de l'UFC 196,. Considérant le peu de temps de préparation accordé à Nate Diaz, le match se déroule cependant dans la catégorie des poids mi-moyens. Très actif dès le début du match, le combattant irlandais touche efficacement son adversaire avec des coups de pied et coups de poing dans la première reprise. Cependant dans la deuxième reprise, la vapeur s'inverse et Conor McGregor encaisse alors les coups. Sonné, il cherche à amener son adversaire au sol sans succès et finit par s'incliner par étranglement arrière dans la fin de cette reprise. Nate Diaz inflige à Conor McGregor sa première défaite à l'UFC et sa première défaite en MMA depuis novembre 2010.
Un combat revanche est rapidement annoncé en tête d'affiche du gala UFC 200 prévu pour le 9 juillet 2016. Mais quelques semaines plus tard, devant le refus de Conor McGregor de participer aux événements de promotion avant le combat pour mieux se concentrer sur sa préparation, l'UFC change ses plans et annule le match,. Début juin 2016, la rencontre entre les deux combattants est finalement prévue en combat principal de l'UFC 202 du 20 août 2016. L'Irlandais prend à nouveau l'avantage dès l'entame de ce match en poids mi-moyen en attaquant notamment la jambe droite de Nate Diaz avec des coups de pied répétés. Conor McGregor montre cependant des signes de fatigue à la moitié du deuxième round et l'Américain en profite pour reprendre l'avantage dans la troisième reprise. Nate Diaz termine le round par une série de coups de poing auxquels Conor McGregor survit difficilement avant d'être sauvé par le gong. En revenant dans les deux derniers rounds, le champion des poids plumes l'emporte finalement par décision majoritaire (48-47, 47-47, 48-47), prenant sa revanche sur Nate Diaz.
En attendant le retour du champion irlandais dans la catégorie des poids plumes, un titre intérimaire est mis en place dans cette division et remporté par José Aldo lors de l'UFC 200 du 9 juillet 2016. Même s'il était question que Conor McGregor retourne alors défendre sa ceinture face au Brésilien, il en est finalement autrement et c'est face au nouveau champion des poids légers de l'UFC, Eddie Alvarez, que sa prochaine confrontation est fixée pour l'UFC 205 : Alvarez vs. McGregor du 12 novembre 2016 au Madison Square Garden de New York. Lors de cet événement, il remporte la ceinture des poids légers par KO technique dès le second round, et devient le premier combattant de l'histoire de l'UFC à posséder deux titres simultanément dans deux catégories de poids différentes. Sa performance lors de ce combat est souvent désignée comme la meilleure de l'Irlandais et une des meilleures de l'histoire de l'UFC.
Après sa victoire, Conor McGregor annonce qu'il prend une pause pour préparer la naissance de son premier enfant. Son double règne est de courte durée puisque le 26 novembre 2016, l'UFC impose à l'Irlandais l'abandon du titre des poids plumes, le combattant ne souhaitant plus retourner dans cette division. Il passe ensuite de nombreux mois à provoquer le boxeur américain Floyd Mayweather, Jr. lors de sorties publiques et sur les réseaux sociaux afin de le pousser à combattre contre lui.

#### Parcours en boxe anglaise (2016-2017)
Le 30 novembre 2016, Conor McGregor obtient une licence professionnelle de boxe anglaise par la commission athlétique de l'État de Californie. Le 14 juin 2017, l'Américain Floyd Mayweather, Jr., l'un des meilleurs boxeurs des années 2000, annonce qu'il sort de sa retraite pour combattre contre Conor McGregor. Le combat est prévu pour le 26 août 2017 à Las Vegas, dans le Nevada. Après des mois de provocations et de négociation entre les deux combattants, l'événement promet d'être l'un des plus lucratifs de l'histoire d'où le surnom de Money Fight,. L'inexpérience de Conor McGregor est régulièrement critiquée, remettant en question l'intérêt sportif du combat, jusqu'à le décrire comme une « farce médiatique » ou encore une « mascarade sportive ».
De nombreux Irlandais ont fait le déplacement à Las Vegas et de nombreuses vedettes sont présentes autour du ring comme LeBron James, James Harden, Ray Lewis, Jamie Foxx, Jennifer Lopez ou encore Bruce Willis. Le combat est retardé pour répondre aux nombreuses demandes d'achat en ligne pour le voir. Dans une salle non remplie, Conor McGregor montre de la bravoure en début de combat, réalisant quelques coups intéressants qui touchent Floyd Mayweather, Jr.,,. Il frappe également à plusieurs reprises son adversaire à l'arrière de la tête et se fait reprendre par l'arbitre. Après un début en retenue, Floyd Mayweather, Jr. accélère à partir de la quatrième reprise, visant Conor McGregor au corps,,. Au fur et à mesure des reprises, Conor McGregor est de plus en plus fatigué,. Touché dans la sixième puis dans la septième reprise, Conor McGregor est finalement battu par KO technique lors de la dixième reprise du combat,,. S'il a mis du cœur à l'ouvrage, l'Irlandais a été totalement dominé par l'Américain, les cartes des juges étant toutes pour Floyd Mayweather, Jr. au moment de l'arrêt du combat (89-82, 89-81 et 87-83). Pour son premier combat de boxe anglaise, Conor McGregor surprend de nombreux observateurs par son jeu plus équilibré et plus intense que prévu,. Malgré sa défaite, il n'exclut pas de combattre à nouveau en boxe anglaise.
L'absence de Conor McGregor à l'UFC se poursuit après la défaite contre Floyd Mayweather, Jr.. Interpellé à de multiples reprises par le Russe Khabib Nurmagomedov, l'athlète irlandais esquive la confrontation dans l'octogone.

#### Notoriété envahissante, retour dans la cage et blessure (2018-2021)

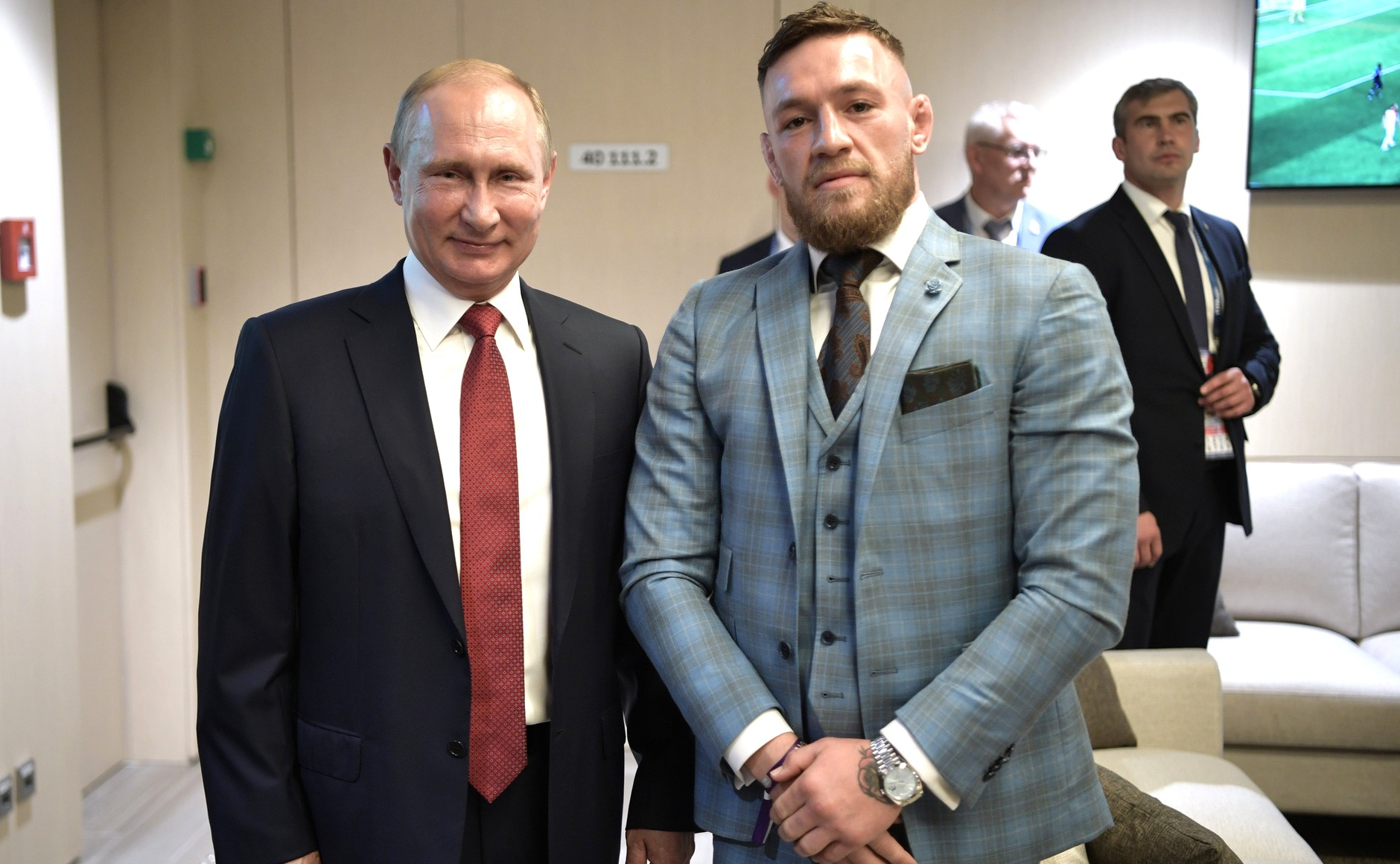
Conor McGregor et le président russe Vladimir Poutine dans les loges lors de la finale de la Coupe du monde 2018 disputée en Russie (2018).

Lors de la présentation de l'UFC 223 en avril 2018, Conor McGregor s'introduit dans les parkings du Barclays Center avec une dizaine de personnes et attaque l'un des bus transportant des combattants à l'aide de divers objets qu'il projette sur le véhicule,. Le combattant Américain Michael Chiesa est blessé au visage, l'obligeant à se retirer de son combat contre l'Américain Anthony Pettis. Ce grave incident, en réaction aux menaces commises par Khabib Nurmagomedov et son équipe sur un ami du Notorious, qui avait affirmé précédemment que Conor McGregor gagnerait un combat face à Khabib Nurmagomedov, vaut à Conor McGregor une inculpation pour trois agressions,,. L'Irlandais est libéré sous caution en attente de sa prochaine audition. Pendant l'été, il plaide coupable et passe un accord pour éviter l'emprisonnement et est sanctionné à cinq jours de travaux d'intérêt général.
Début août 2018, Dana White officialise le combat entre Conor McGregor et le Russe Khabib Nurmagomedov pour le titre de champion de la catégorie légers à Las Vegas, dans le Nevada, en date du 6 octobre 2018. Après de long mois d'absence, Conor McGregor revient affronter celui qui a pris sa place dans l'UFC, remportant tous ses combats pour devenir le champion à la place de l'Irlandais dont les titres ont été retirés pour inactivité. Combat principal de l'UFC 229 : Khabib vs. McGregor, l'opposition entre l'Irlandais et le Daghestanais tourne rapidement à l'avantage de Khabib Nurmagomedov qui contrôle le combat au sol. Les deux reprises suivantes suivent le même scénario, après plusieurs échanges de coups de debout, Conor McGregor est emmené et dominé au sol. À bout de souffle, il est de nouveau emmené au sol dans la quatrième reprise et doit abandonner sur une clé de cou de son adversaire,,. Le combattant irlandais demande immédiatement une revanche au champion en titre,. Plus tard, il a cependant admis avoir commis quelques erreurs et a accepté de ne pas obtenir la revanche immédiate.

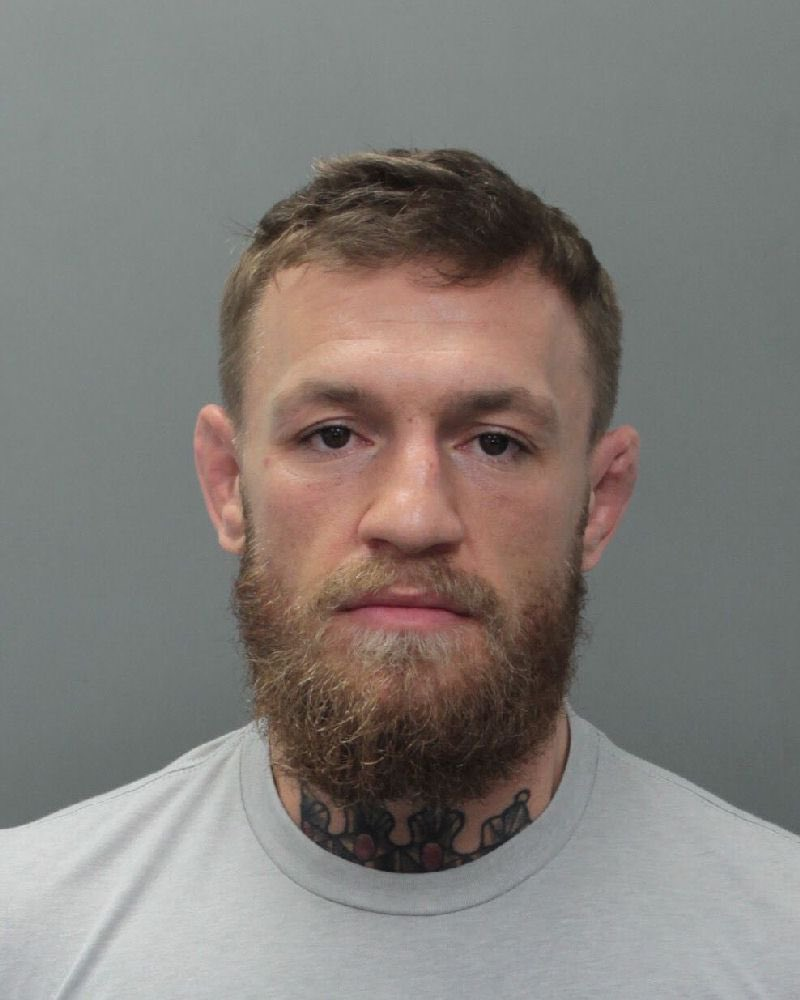
Photographie d'identité judiciaire de Conor McGregor prise lors de son arrestation par la police de Miami Beach (2019).

Après l'arrêt de l'arbitre, une échauffourée impliquant les deux combattants éclate. Khabib Nurmagomedov sort du ring et tente de donner un coup de pied au combattant américain Dillon Danis, un membre de l'équipe de l'Irlandais,. Conor McGregor se retrouve lui-même face à un membre de l'encadrement de Khabib Nurmagomedov et le frappe avant d'être séparé. Trois hommes sont arrêtés par la police mais Conor McGregor refuse de porter plainte,. Les deux combattants sont suspendus temporairement une semaine après le combat puis indéfiniment à la fin du mois.
Le 18 janvier 2020, pour son retour dans l'octogone, il affronte l'Américain Donald Cerrone à Las Vegas, dans le Nevada, et remporte le combat par KO technique après seulement 40 secondes de combat,,. Le 7 juin 2020, âgé de 31 ans, Conor McGregor annonce sa retraite sportive pour la troisième fois. Installé en principauté monégasque pour l'été, McGregor est proche de Charlene de Monaco avec qui il s'entraîne pour promouvoir le waterbike et la fondation de la princesse. Présent au départ du Tour de France, l'Irlandais mène un train de vie princier à Monaco,.
Devenu difficile à placer sur une carte de l'UFC par ses prétentions financières et sa renommée, Conor McGregor lance des spéculations de combats de prestige, notamment contre le boxeur philippin Manny Pacquiao,. Il finit par obtenir un combat revanche contre l'Américain Dustin Poirier prévu pour le 23 janvier 2021 lors de l'UFC 257 : Poirier vs. McGregor 2. Lors de ce combat disputé à Abou Dabi, aux Émirats arabes unis, l'Irlandais s'incline lors de la deuxième reprise par KO technique,,. Après ce combat, les deux combattants émettent le souhait d'un troisième combat pour les départager.
Le 10 juillet 2021, lors de l'UFC 264 : Poirier vs. McGregor 3 à Las Vegas, dans le Nevada, Conor McGregor perd le combat à la suite d'une blessure à la cheville gauche. Dustin Poirier est désigné vainqueur par KO technique à la suite de l'arrêt du combat par le médecin entre la première et deuxième reprise,,. Après plusieurs examens, c'est une fracture du tibia qui est diagnostiquée pour l'Irlandais,. Il annonce sur son compte Twitter : « Je viens de sortir de la salle d’opération les gars ! L’opération s’est très bien passée ! Je me sens formidablement bien ! 6 semaines en béquilles et on se reconstruit. Allons-y ! Que Dieu vous bénisse »,.

#### Retour annoncé, puis annulé et mise en pause de sa carrière (2024-)
Le 14 avril 2024, Dana White annonce que Conor McGregor affrontera l'Américain Michael Chandler lors de l'UFC 303 pendant l'International Fight Week,,. Le 13 juin 2024, le président de l'UFC annonce que le combat est annulé à la suite d'une blessure de l'Irlandais lors de son camp d'entraînement,,. Le 10 septembre 2024, Dana White annonce que Conor McGregor sera de retour dans l'octogone au début de l'année 2025,,. Le 17 novembre 2024, le président de l'UFC annonce que l'Irlandais sera finalement de retour à la fin de l'année 2025,.
Le 26 mars 2025, alors qu'il n'a plus combattu depuis trois ans et demi, il annonce en marge de la présentation d'une réunion du Bare Knuckle FC, mettre sa carrière sportive en pause dans le but de se concentrer sur sa candidature à l'élection présidentielle irlandaise. Lors de cette conférence de presse, il annonce : « J’ai deux combats sous contrat. La semaine dernière, il m’est arrivé quelque chose. Je suis allé à la Maison-Blanche et mon cœur saigne pour mon pays en ce moment. Je suis content de ce que j’ai fait. J’ai une autre motivation en ce moment, donc c’est un peu ma voie »,. Selon les experts, les chances de Conor McGregor de figurer sur le bulletin de vote lors de la présidentielle irlandais sont quasi-nulles,.

## Vie personnelle
Conor McGregor rencontre Dee Devlin en 2008 alors qu'il n'a que 19 ans. En couple depuis, Conor McGregor et Dee Devlin sont à partir de 2013 et les débuts du combattant à l'UFC l'un des couples les plus connus en Irlande. La réussite sportive de Conor McGregor permet à Dee Devlin, qui travaillait jusqu'alors pour un cardiologue, d'arrêter de travailler. Les sœurs de Conor McGregor ont également arrêté de travailler. Le 5 mai 2017, le premier enfant du couple, Conor Jack McGregor Jr., naît à l'hôpital Coombe Maternity de Dublin. Ses parents en font dès ses premiers mois une vedette des réseaux sociaux. Le 3 janvier 2019, sa femme donne naissance à leur deuxième enfant, une fille prénommée Croía. Le couple se fiance en août 2020. Le 17 mai 2021, Conor McGregor annonce sur Instagram la naissance de son troisième enfant, un garçon nommé Rían.
Il s'entraîne souvent à la salle de sport Mjölnir à Reykjavík, aux côtés d'un autre combattant de l'UFC, Gunnar Nelson. Il a déclaré qu'il n'adhérait à aucun rituel ou superstition d'avant-combat parce qu'il les considère comme « une forme de peur ». Il est également catholique.
Fan de football, il supporte à la fois le Celtic FC et Manchester United. Il a également exprimé son soutien au Paris Saint-Germain, étant un ami de Sergio Ramos. Il a admis avoir consommé de la cocaïne lors d'un contre-interrogatoire dans le cadre de son procès pour le viol d'une femme de Dublin,,.

## Politique
Le 17 mars 2025, Conor McGregor est invité à la Maison-Blanche pour rencontrer le président des États-Unis Donald Trump à l'occasion de la fête de la Saint-Patrick. Durant sa visite, il rencontre le secrétaire à la Défense Pete Hegseth, le secrétaire à la Santé et aux Services sociaux Robert Francis Kennedy Jr., le conseiller à la sécurité nationale Michael Waltz ainsi que le haut conseiller du président Elon Musk.
Il défend des positions d'extrême droite concernant l'immigration en Irlande et s'inquiète d'une possible disparition de l'identité irlandaise,,.
En avril 2025, McGregor reçoit à Dublin le commentateur politique américain Tucker Carlson,.

### Candidat à l'élection présidentielle irlandaise de 2025
Le 20 mars 2025, alors de retour en Irlande, il annonce sur ses réseaux sociaux se porter candidat pour la prochaine élection présidentielle irlandaise qui doit se tenir le 11 novembre 2025,,. Si le combattant irlandais est élu, ce dernier souhaite soumettre au référendum le Pacte européen sur la migration et l'asile qui doit être mis pleinement en œuvre en Irlande d’ici le 12 juin 2026,.

## Affaires judiciaires

### Vol
Le 11 mars 2019, il est arrêté sous l'inculpation de vol à l'arraché et dégradation du smartphone d'un fan. Il annonce mettre un terme à sa carrière. En août 2019, le site web TMZ publie une vidéo où l'on aperçoit la star de MMA frapper un homme âgé accoudé à un bar parce que ce dernier aurait refusé de boire le whisky que Conor McGregor lui offrait. Plus tard, Conor McGregor reconnaît les faits et avoir eu tort, qualifiant son geste d'« indigne d'un champion ».

### Agressions sexuelles
En septembre 2020, il est placé deux jours en garde à vue en Corse à la suite d'une plainte visant des faits d'exhibition et agression sexuelles. La plainte est classée sans suite en avril 2021. Une autre plaignante l'accuse de l’avoir agressée sexuellement dans des toilettes de la salle de l’équipe professionnelle de basket du Heat de Miami, le Kaseya Center, en juin 2023.

### Viol avec violence
En janvier 2019, une plainte pour viol est déposée par une jeune femme, Nikita Hand, à la suite de faits s'étant déroulés le 9 décembre 2018 à Dublin. L'ambulancière l'ayant examiné au soir du 9 décembre rapportera lors du procès civil que la plaignante souffrait de nombreux ecchymoses, notamment sur ses poignets, le bas de son cou, son torse, sa poitrine, ses cuisses, ses fesses et le bas de ses jambes ; le tampon de la plaignante est coincé dans le col de son utérus à la suite du rapport. Lui affirme que la relation sexuelle était consentie. En août 2020, la police de Dublin renonce à poursuivre McGregor, et Nikita Hand l'assigne au civil en janvier 2021, l'accusant de l'avoir « violemment violée et battue »,. En novembre, il est reconnu coupable au civil et condamné à verser 248,000 euros de dommages et intérêts, ainsi qu'à rembourser les frais d'avocat de la plaignante,. Il affirme vouloir faire appel de cette décision. Conor McGregor perd son procès en appel le 31 juillet 2025, contre un tribunal civil de la République d'Irlande, constatant qu'il a violé Nikita Hand.

## Personnalité et style

### Apparence
Mesurant 1,75 mètre,, Conor McGregor pèse environ 77 kg en dehors du ring et est capable de descendre à 66 kg pour faire le poids et combattre dans la division des poids plumes. Charismatique, il attire par son apparence avec une barbe et de nombreux tatouages, ainsi qu'un vocabulaire et un accent atypique. À 20 ans, il se tatoue derrière le mollet des lettres arabiques alors qu'il est saoul à Ayía Nápa, à Chypre. Il fait ensuite tatouer sur sa nuque un crucifix entouré d'ailes, et une spirale d'épines qui part du bas du crucifix pour se poursuivre tout au long de sa colonne vertébrale. Sur son torse, Conor McGregor a un imposant tatouage avec un gorille à dos argenté et une couronne sur la tête avec un cœur humain dans la bouche, réalisé lors de sa blessure en 2013. En vacances dans le quartier de Venice, à Los Angeles, il ajoute un tatouage de tigre sur son ventre. Au début du mois de décembre 2015, il fait inscrire avec deux nouveaux tatouages sur son abdomen : McGregor et Notorious,.

### Comportement
Alors qu'il n'est pas encore un candidat au titre de l'Ultimate Fighting Championship (UFC), Conor McGregor imprègne l'organisation par son comportement sur et en dehors de l'octogone. Son mélange de confiance, d'assurance et d'insolence en font une attraction de l'UFC. Habillé d'un costume, il fait le spectacle en conférences de presse par le dédain qu'il montre à ses adversaires. Les supporteurs irlandais présents à Dublin le suivent à Boston, dans le Massachusetts, et à Las Vegas, dans le Nevada, chantant comme les supporteurs d'une équipe de football. Conor McGregor mentionne très régulièrement ses racines irlandaises. Sa musique d'entrée est Foggy Dew, que Sinéad O'Connor a même chantée en direct lors de l'entrée sur le ring de Conor McGregor lors de l'UFC 189 : Mendes vs. McGregor. Il utilise son trash-talking et la guerre psychologique d'avant-combat ainsi que sa popularité pour mettre la pression sur ses adversaires,,. Il est par ailleurs surnommé Mystic Mac pour avoir validé à plusieurs reprises sur le ring d'audacieuses prédictions annoncées avant ses combats comme battre son adversaire dans le premier round ou encore qu'il serait champion de sa division à l'UFC.
De son aveu, Conor McGregor « ne tient pas en place et doit s'entraîner, sinon il n'est pas lui-même et est sur les nerfs ». Son comportement en dehors des rings dépasse régulièrement les limites. Lors de la conférence de presse de l'UFC 202 : Diaz vs. McGregor 2, il arrive largement en retard et commence sans s'excuser. Après quelques questions son adversaire quitte le débat. Conor McGregor s'énerve, le ton monte accompagné de lancers de bouteilles d'eau, ce qui met un terme à la conférence. En novembre 2017, il pousse et tente de frapper un arbitre en célébrant la victoire de son collègue Charlie Ward lors du Bellator 187 qui a lieu à Dublin.
En novembre 2023, après une attaque au couteau ayant fait plusieurs blessés, il multiplie les tweets violents contre le « gauchisme » et les autorités irlandaises trop « laxistes » , en particulier sur l’immigration selon lui. Il appelle aussi à « torturer et tuer » le coupable de l’attaque.
En mars 2025, il réitère ses propos sur « l'immigration illégale en Irlande » alors qu'il est invité par le président des États-Unis Donald Trump pour la fête de la Saint-Patrick à Washington.

### Style de combattant

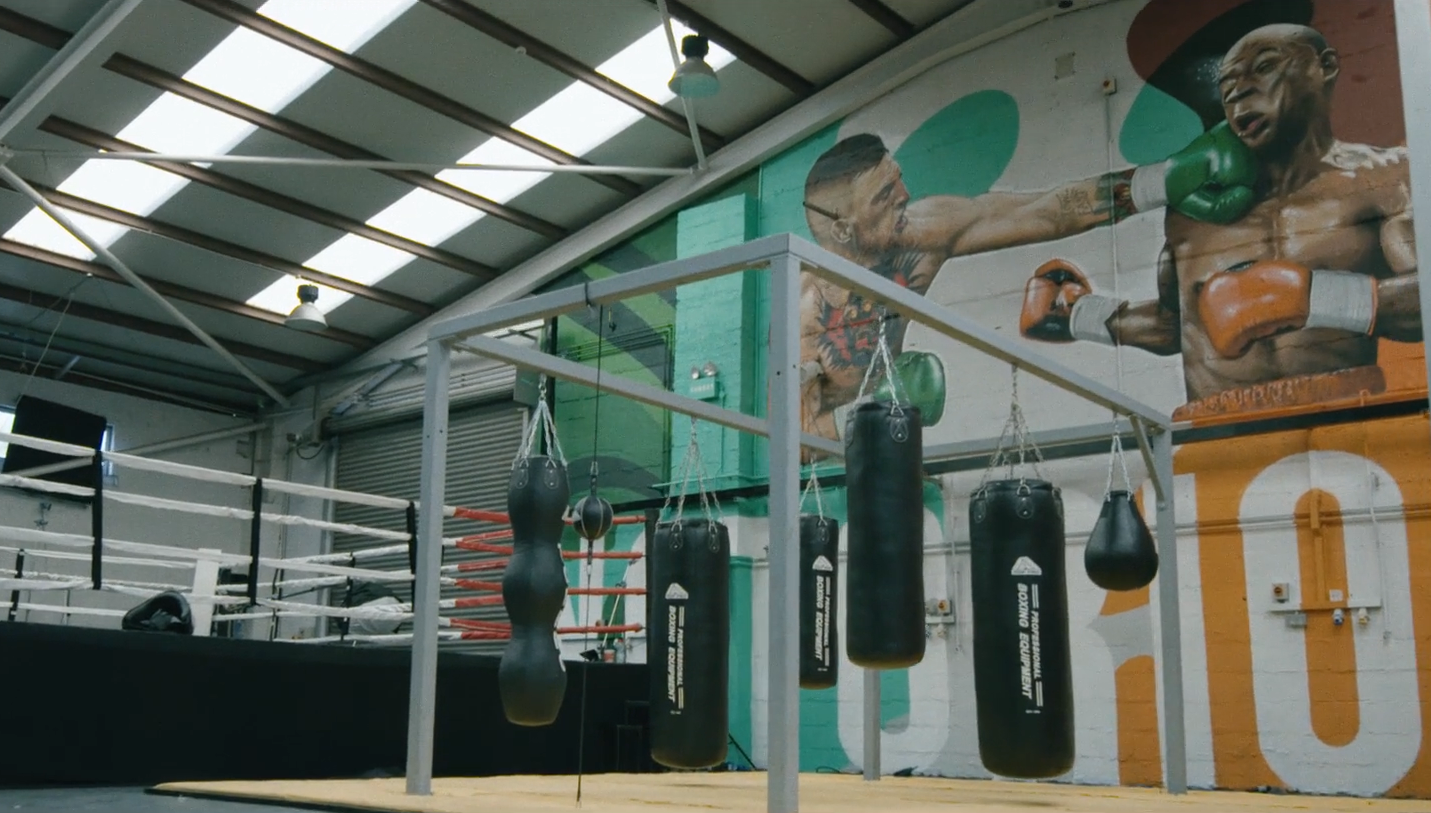
Le gym de Conor McGregor situé à Dublin, en Irlande et surnommé le Straight Blast Gym (SBG).

Les qualités de cogneur de Conor McGregor font qu'il préfère combattre debout plutôt qu'au sol. Principalement en garde fausse patte, Conor McGregor est gaucher et se tient le pied droit en avant, une garde classique. Sa posture est son point fort avec un dos toujours droit, des épaules relaxées, ainsi que des appuis bas et un menton haut lui permettant de frapper à chaque seconde. Entraîné par Ido Portal, il fait de ses déplacements dans l'octogone une priorité,,. Son jeu de jambes est spectaculaire et lui permet de créer les espaces et angles nécessaires pour lancer des coups de poing efficaces. Sa main gauche est l'une de ses armes principales, qu'il utilise principalement avec un crochet qui fait sa réputation. Il utilise également de nombreuses techniques de taekwondo avec des coups de pied retournés.
Conor McGregor s'entraîne régulièrement à Reykjavik en Islande, dans le gymnase d'Halli Nelson, le père du combattant Gunnar Nelson, qui est également un des amis de Conor McGregor. Le combattant Artem Lobov est également un ami proche de Conor McGregor et un partenaire d'entraînement. Son entraîneur principal est John Kavanagh, Owen Roddy est son entraîneur spécialisé en boxe, Sergey Pikulskiy est son entraîneur spécialisé en lutte, John Connor est son entraîneur spécialisé en force et condition physique et George Lockhart est son entraîneur spécialisé en nutrition.

## Médiatisation

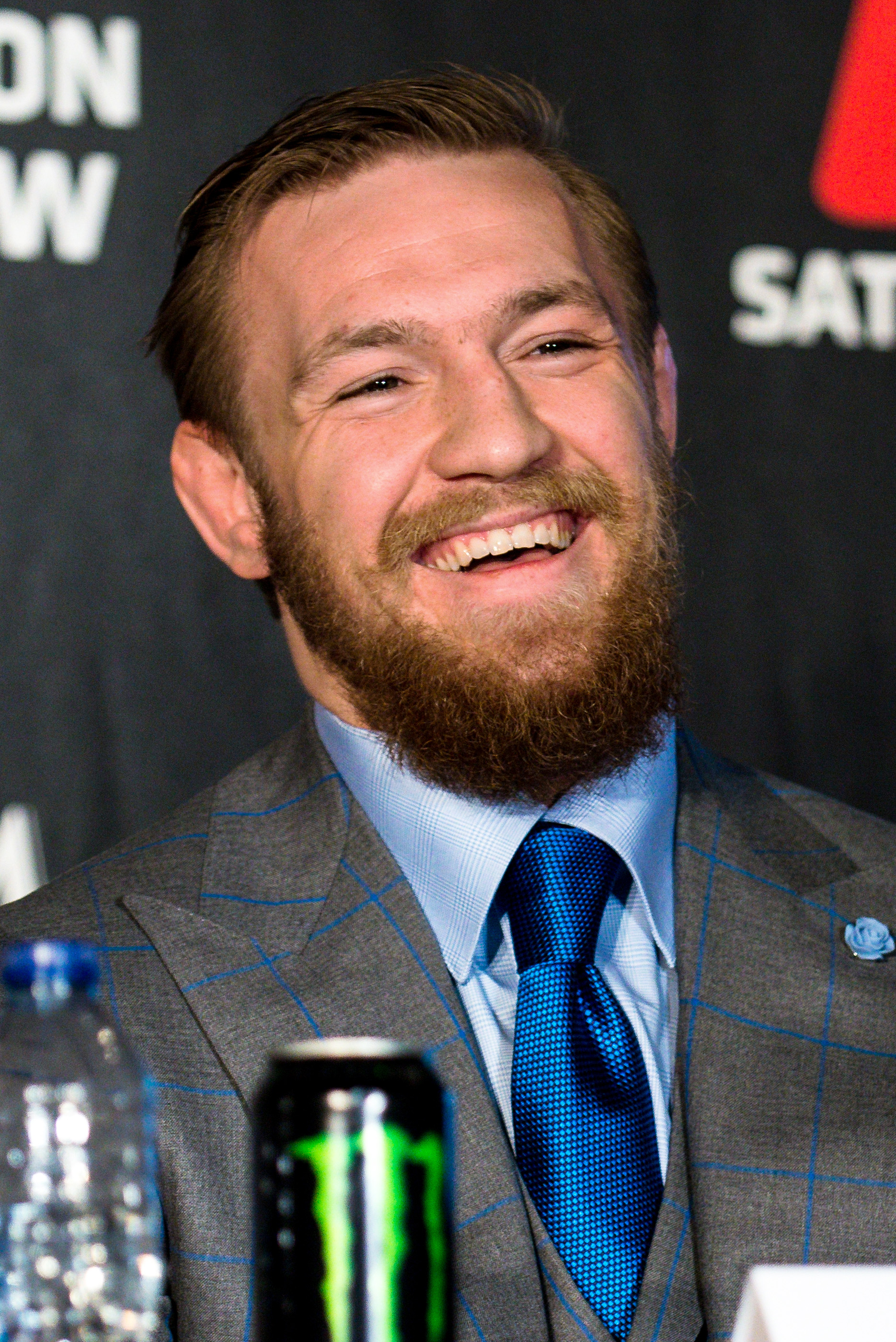
Conor McGregor pendant la promotion de son combat contre José Aldo à Londres (2015).

Outre ses performances sportives, Conor McGregor s'est rapidement imposé comme le combattant le plus médiatisé de l'histoire de l'Ultimate Fighting Championship (UFC). Par sa capacité à attirer l'attention, au travers d'insultes visant ses futurs adversaires ou de ses affirmations narcissiques répétées, le personnage auto-proclamé The Notorious (en français : « Le Célèbre ») alimente les débats auprès des fans ou sur les réseaux sociaux, et occupe régulièrement l'espace médiatique.

### Tournées promotionnelles

#### En amont de l'UFC189avec José Aldo
Pour sa confrontation avec le Brésilien José Aldo, l'UFC met en place la plus grosse promotion autour d'un combat de son histoire. En effet, l'UFC 189 : World Tour est une tournée de huit conférences de presse dans huit villes différentes, partant du Brésil (Rio de Janeiro), traversant les États-Unis (Las Vegas, Los Angeles, Boston, New York), passant par le Canada (Toronto), la Grande-Bretagne (Londres) pour finir en Irlande (Dublin). Le président de l'UFC Dana White déclare alors que le coût global de cette promotion avoisine les 7 millions de dollars. Lors de la dernière étape de la tournée, à Dublin, Conor McGregor vole la ceinture de champion de José Aldo devant 5 000 spectateurs en folie, point culminant de la tension entre les deux combattants,,.

#### En amont duMoney Fightavec Floyd Mayweather, Jr.
Afin d'assurer la promotion de l'affrontement en boxe anglaise contre Floyd Mayweather, Jr., Conor McGregor effectue avec son adversaire une tournée promotionnelle dans quatre villes différentes : Los Angeles, Toronto, New York et Londres en quatre jours. À chaque événement, les deux combattants s'affrontent lors d'une joute verbale et d'un face-à-face,,.

### Impact sur la culture populaire
Personnage du jeu vidéo officiel de l'UFC, EA Sports UFC, sorti en 2014, Conor McGregor est, deux ans plus tard, sur la pochette du deuxième opus de la série, EA Sports UFC 2, après sa victoire contre le Brésilien José Aldo. Il assure alors la promotion du jeu vidéo dont la sortie est prévue le 17 mars 2016, avec l'animateur Conan O'Brien par exemple. En octobre 2015, Conor McGregor s'entraîne avec Hafþór Júlíus Björnsson, sportif et acteur jouant le personnage de Gregor Clegane dans la série télévisée Game of Thrones. En janvier 2016, une pétition propose que le visage de Conor McGregor soit présent sur des pièces de 1 euro irlandaises mais l'Oireachtas rejette la proposition.
À la suite de sa double confrontation contre l'Américain Nate Diaz, Conor McGregor devient médiatiquement très demandé. Il a son personnage dans le jeu vidéo Call of Duty: Infinite Warfare, jouait son propre rôle en tant que cible fugitive de Hitman: World of Assassination et a été approché pour jouer le rôle du méchant dans un opus de la série James Bond. Dans la préparation de son combat avec Floyd Mayweather, Jr., Conor McGregor annonce la diffusion d'un documentaire à sa gloire produit par Universal Studios. Il est désigné par le magazine Time comme l'une des cent personnalités les plus influentes en 2017. Forbes le considère comme l'une des trente personnalités européennes de plus de 30 ans les plus influentes de l'industrie du divertissement.

## Aspects financiers

### Affluences et ventes records
Dès l'année 2015, soit seulement deux ans après son arrivée dans l'organisation, les combats de Conor McGregor obtiennent un à un des chiffres de vente records. Le 18 janvier 2015, son combat contre l'Allemand Denins Siver en tête d'affiche de l'UFC Fight Night: McGregor vs. Siver bat le record de la plus grande audience télévisuelle pour un gala d'arts martiaux mixtes sur la chaîne Fox Sports 1 (2 751 000 en moyenne sur l'ensemble du gala, 3 162 000 lors du combat principal). L'affluence de 13 828 spectateurs présents au TD Garden de Boston un dimanche soir et la recette de 1,34 million de dollars sont également des chiffres importants. Dès lors, l'Irlandais n'apparaît plus qu'en combat principal d’événements diffusés en paiement à la carte, moyen de diffusion le plus rentable de l'organisation.
Malgré le retrait du Brésilien José Aldo dans les dernières semaines précédant l'UFC 189, l’événement attire tout de même 825 000 acheteurs, chiffre qui n'avait pas été atteint depuis deux ans. En fin d'année, Conor McGregor rencontre enfin José Aldo pour le titre des poids plumes. L’événement se vend à 1 200 000 exemplaires, soit le second plus gros chiffre de l'histoire des paiements à la séance de l'UFC. Par la suite, ses deux combats face à l'Américain Nate Diaz vont égaler, 1 600 000 pour l'UFC 196, puis battre, 1 650 000 pour l'UFC 202, le record de vente établi en juillet 2009 lors de l'UFC 100,.

### Rémunérations
Avant de rentrer dans l'organisation de l'Ultimate Fighting Championship (UFC), Conor McGregor touche les aides sociales irlandaises. Une semaine avant son premier combat, il encaisse un chèque de 235 dollars. Pour son premier combat à l'UFC, l'Irlandais reçoit une paie de 16 000 dollars et sa performance lui rapporte un bonus supplémentaire de 60 000 dollars. Ses deux combats suivants lui rapportent 20 000 et 24 000 dollars. Pour son premier pay-per-view, l'Irlandais touche pour la première fois un montant de plus de 100 000 dollars avec 150 000 dollars pour son apparition et la victoire ainsi qu'un bonus de 50 000 dollars de performance. Pour son affrontement contre l'Allemand Dennis Siver, The Notorious reçoit 170 000 dollars pour son apparition et la victoire ainsi qu'un bonus de 50 000 dollars pour sa performance. Sa victoire contre le Brésilien José Aldo en décembre 2015 conclut une année lucrative pour le combattant dont les revenus sont estimés à 11 millions de dollars. Conor McGregor s'achète une luxueuse villa pour 1 million de dollars à Kildare, en Irlande, et des voitures de luxe aux membres de sa famille et à sa petite amie,.
Conor McGregor a déclaré que ses revenus pour l'année 2016 étaient de 40 millions de dollars. Il a signé des contrats avec l'équipementier Reebok et la marque de boisson énergisante Monster Energy pour un montant de 4 millions de dollars. Cette même année, c'est le premier combattant d'arts martiaux mixtes à entrer dans le classement des cent sportifs les plus payés au monde. Au printemps 2017, Conor McGregor signe des contrats avec le producteur de bière Anheuser-Busch et la marque de casques audio et d'écouteurs Beats Electronics. Le magazine d'affaires Forbes évalue ses revenus à 34 millions de dollars en 2016.
Toujours selon Forbes, Conor McGregor devient le sportif le mieux payé sur l’année 2020, avec des recettes estimées à plus de 180 millions de dollars,,.

## Filmographie
- 2017 : Conor McGregor: Notorious : lui-même (documentaire biographique)[230]
- 2023 : McGregor Forever : lui-même (documentaire biographique)[231]
- 2024 : Road House de Doug Liman : Knox[232]

## Palmarès en arts martiaux mixtes

### Distinctions et records
En 2016, Conor McGregor devient le premier combattant de l'histoire de l'UFC à détenir deux titres dans deux divisions différentes en même temps : il est champion de la catégorie des poids plumes et champion de la catégorie des poids légers. Quelques années plus tôt, l'Irlandais a déjà réalisé le même exploit dans l'organisation Cage Warriors Fighting Championship (CWFC) dans les deux mêmes catégories. The Notorious est également l'auteur du KO le plus rapide de l'histoire lors d'un combat de championnat en battant José Aldo en 13 secondes. Cette performance conclut une année parfaite qui lui vaut d'être désigné combattant de l'année 2015 par ESPN, par Fox Sports, par Combat Press, par MMAjunkie ou encore par Sherdog.

### Titres et bonus
- Cage Warriors Fighting Championship
  - Champion de la catégorie des poids légers.
  - Champion de la catégorie des poids plumes.
- Ultimate Fighting Championship
  - Champion intérimaire de la catégorie des poids plumes du 11 juillet 2015 au 12 décembre 2015.
  - Champion de la catégorie des poids plumes du 12 décembre 2015 au 26 novembre 2016.
  - Champion de la catégorie des poids légers du 12 novembre 2016 au 7 avril 2018
  - KO de la soirée (× 1) : face à Marcus Brimage[238].
  - Performance de la soirée (× 7) : face à Diego Brandão, Dustin Poirier, Dennis Siver, Chad Mendes, José Aldo, Eddie Alvarez et Donald Cerrone[239],[240],[241],[242],[243],[244].
  - Combat de la soirée (× 2) : face à Nate Diaz (deux fois)[245],[246].
  - Plus grand nombre de bonus de Performance de la soirée consécutifs (× 5) : face à Diego Brandão, Dustin Poirier, Dennis Siver, Chad Mendes et José Aldo.
  - Plus grand nombre de bonus consécutifs (× 8) : face à Diego Brandão, Dustin Poirier, Dennis Siver, Chad Mendes, José Aldo, Nate Diaz et Eddie Alvarez.
  - Victoire la plus rapide dans un combat pour le titre (13 secondes) : face à José Aldo.

### Pay-per-view
1. Khabib Nurmagomedov vs. Conor McGregor : 2 400 000 paiements à la séance (T-Mobile Arena, Las Vegas, Nevada, États-Unis).
2. Nate Diaz vs. Conor McGregor 2 : 1 650 000 paiements à la séance (T-Mobile Arena, Las Vegas, Nevada, États-Unis).
3. Dustin Poirier vs. Conor McGregor 2 : 1 600 000 paiements à la séance (Etihad Arena, Abou Dabi, Émirats arabes Unis).
4. Conor McGregor vs. Nate Diaz : 1 317 000 paiements à la séance (MGM Grand Garden Arena, Las Vegas, Nevada, États-Unis).
5. Eddie Alvarez vs. Conor McGregor : 1 300 000 paiements à la séance (Madison Square Garden, New York, États-Unis).
6. José Aldo vs. Conor McGregor : 1 200 000 paiements à la séance (MGM Grand Garden Arena, Las Vegas, Nevada, États-Unis).
7. Conor McGregor vs. Donald Cerrone : 1 000 000 paiements à la séance (T-Mobile Arena, Las Vegas, Nevada, États-Unis).
8. Chad Mendes vs. Conor McGregor : 825 000 paiements à la séance (MGM Grand Garden Arena, Las Vegas, Nevada, États-Unis).

### Historique des combats
| 28 combats     | 22 victoires | 6 défaites |
| Par KO         | 19           | 2          |
| Par soumission | 1            | 4          |
| Sur décision   | 2            | 0          |

| Résultat | Record | Adversaire          | Méthode                             | Événement                                 | Date              | Round | Temps | Lieu                           | Notes                                                                              |
| -------- | ------ | ------------------- | ----------------------------------- | ----------------------------------------- | ----------------- | ----- | ----- | ------------------------------ | ---------------------------------------------------------------------------------- |
| Défaite  | 22-6   | Dustin Poirier      | TKO (arrêt du médecin)              | UFC 264                                   | 10 juillet 2021   | 1     | 05:00 | Las Vegas, Nevada              |                                                                                    |
| Défaite  | 22-5   | Dustin Poirier      | TKO (coups de poing)                | UFC 257                                   | 24 janvier 2021   | 2     | 02:32 | Abou Dabi, Émirats arabes unis |                                                                                    |
| Victoire | 22-4   | Donald Cerrone      | TKO (coups de poing)                | UFC 246                                   | 18 janvier 2020   | 1     | 00:40 | Las Vegas, Nevada              | Retour en poids mi-moyens. Performance de la soirée.                               |
| Défaite  | 21-4   | Khabib Nurmagomedov | Soumission (étranglement arrière)   | UFC 229                                   | 6 octobre 2018    | 4     | 03:03 | Las Vegas, Nevada              | Pour le titre des poids légers de l'UFC.                                           |
| Victoire | 21-3   | Eddie Alvarez       | TKO (coups de poing)                | UFC 205                                   | 13 novembre 2016  | 2     | 3:04  | New York, État de New York     | Remporte le titre des poids légers de l'UFC. Performance de la soirée.             |
| Victoire | 20-3   | Nate Diaz           | Décision majoritaire                | UFC 202                                   | 20 août 2016      | 5     | 5:00  | Las Vegas, Nevada              | Combat de la soirée.                                                               |
| Défaite  | 19-3   | Nate Diaz           | Soumission (étranglement arrière)   | UFC 196                                   | 5 mars 2016       | 2     | 4:12  | Las Vegas, Nevada              | Début en poids mi-moyens. Combat de la soirée.                                     |
| Victoire | 19-2   | José Aldo           | KO (coups de poing)                 | UFC 194                                   | 12 décembre 2015  | 1     | 0:13  | Las Vegas, Nevada              | Remporte et unifie le titre des poids plumes de l'UFC. Performance de la soirée.   |
| Victoire | 18-2   | Chad Mendes         | TKO (coups de poing)                | UFC 189                                   | 11 juillet 2015   | 2     | 4:57  | Las Vegas, Nevada              | Remporte le titre intérimaire des poids plumes de l'UFC. Performance de la soirée. |
| Victoire | 17-2   | Dennis Siver        | TKO (coups de poing)                | UFC Fight Night: McGregor vs. Siver       | 18 janvier 2015   | 2     | 1:54  | Boston, Massachusetts          | Performance de la soirée.                                                          |
| Victoire | 16-2   | Dustin Poirier      | TKO (coups de poing)                | UFC 178                                   | 27 septembre 2014 | 1     | 1:46  | Las Vegas, Nevada              | Performance de la soirée.                                                          |
| Victoire | 15-2   | Diego Brandão       | TKO (coups de poing)                | UFC Fight Night: McGregor vs. Brandão     | 19 juillet 2014   | 1     | 4:05  | Dublin, Irlande                | Performance de la soirée.                                                          |
| Victoire | 14-2   | Max Holloway        | Décision unanime                    | UFC Fight Night: Shogun vs. Sonnen        | 17 août 2013      | 3     | 5:00  | Boston, Massachusetts          |                                                                                    |
| Victoire | 13-2   | Marcus Brimage      | TKO (coups de poing)                | UFC on Fuel TV: Mousasi vs. Latifi        | 6 avril 2013      | 1     | 1:07  | Stockholm, Suède               | Retour en poids plumes. KO de la soirée.                                           |
| Victoire | 12-2   | Ivan Buchinger      | KO (coup de poing)                  | Cage Warriors 51                          | 31 décembre 2012  | 1     | 3:40  | Dublin, Irlande                | Remporte le titre vacant des poids légers du CWFC.                                 |
| Victoire | 11-2   | Dave Hill           | Soumission (étranglement arrière)   | Cage Warriors 47                          | 2 juin 2012       | 2     | 4:10  | Dublin, Irlande                | Remporte le titre vacant des poids plumes du CWFC.                                 |
| Victoire | 10-2   | Steve O'Keefe       | KO (coups de coude)                 | Cage Warriors 45                          | 18 février 2012   | 1     | 1:33  | Kentish Town, Angleterre       | Retour en poids plumes.                                                            |
| Victoire | 9-2    | Aaron Jahnsen       | TKO (coups de poing)                | Cage Warriors: Fight Night 2              | 8 septembre 2011  | 1     | 3:29  | Amman, Jordanie                |                                                                                    |
| Victoire | 8-2    | Artur Sowinski      | TKO (coups de poing)                | Celtic Gladiator 2: Clash of the Giants   | 11 juin 2011      | 2     | 1:12  | Portlaoise, Irlande            | Retour en poids légers.                                                            |
| Victoire | 7-2    | Paddy Doherty       | KO (coup de poing)                  | Immortal Fighting Championships 4         | 16 avril 2011     | 1     | 0:04  | Donegal, Irlande               |                                                                                    |
| Victoire | 6-2    | Mike Wood           | KO (coups de poing)                 | Cage Contender 8                          | 12 mars 2011      | 1     | 0:16  | Dublin, Irlande                | Retour en poids plumes.                                                            |
| Victoire | 5-2    | Hugh Brady          | TKO (coups de poing)                | Chaos FC 8                                | 12 février 2011   | 1     | 2:31  | Derry, Irlande du Nord         |                                                                                    |
| Défaite  | 4-2    | Joseph Duffy        | Soumission (étranglement bras-tête) | Cage Warriors 39: The Uprising            | 27 novembre 2010  | 1     | 0:38  | Cork, Irlande                  |                                                                                    |
| Victoire | 4-1    | Connor Dillon       | TKO (arrêt du coin)                 | Chaos FC 7                                | 9 octobre 2010    | 1     | 4:22  | Derry, Irlande du Nord         | Combat en poids plumes.                                                            |
| Victoire | 3-1    | Stephen Bailey      | TKO (coups de poing)                | K.O.: The Fight Before Christmas          | 12 décembre 2008  | 1     | 1:22  | Dublin, Irlande                | Début en poids légers.                                                             |
| Défaite  | 2-1    | Artemij Sitenkov    | Soumission (clé de genou)           | Cage of Truth 3                           | 28 juin 2008      | 1     | 1:09  | Dublin, Irlande                |                                                                                    |
| Victoire | 2-0    | Mo Taylor           | TKO (coups de poing)                | Cage Rage Contenders: Ireland vs. Belgium | 3 mai 2008        | 1     | 1:06  | Dublin, Irlande                |                                                                                    |
| Victoire | 1-0    | Gary Morris         | TKO (coups de poing)                | Cage of Truth 2                           | 8 mars 2008       | 2     | 0:08  | Dublin, Irlande                | Début en poids plumes.                                                             |

## Palmarès en boxe anglaise

### Pay-per-view
1. Floyd Mayweather, Jr. vs. Conor McGregor : 5 307 000 paiements à la séance (T-Mobile Arena, Las Vegas, Nevada, États-Unis).

| 1 combats       | 0 victoires | 1 défaites |
| Avant la limite | 0           | 1          |
| Sur décision    | 0           | 0          |

| Décision possible : KO • TKO (KO technique) • UD (décision aux points unanime) • MD (décision aux points majoritaire) • SD (décision aux points partagée) • D (match nul) • NC (sans décision) • RTD (abandon) |        |                       |      |       |              |                               |                |
| Résultat | Record | Adversaire            | Type | Round | Date         | Lieu                          | Notes          |
| Défaite | 0-1    | Floyd Mayweather, Jr. | TKO  | 10    | 26 août 2017 | Las Vegas, Nevada, États-Unis | Money Belt WBC |

### Citations originales
1. ↑  (en) « We're not here to take part. We're here to take over ».